# Sarek
Pour le parc national suédois, voir Parc national de Sarek.
Sarek est un personnage de l'univers de fiction de Star Trek. Appartenant aux Vulcains, il est le père de Spock.
Initialement interprété par l'acteur Mark Lenard, il l'a également été par Ben Cross dans le film Star Trek (2009) puis par James Frain dans Star Trek: Discovery.

## Biographie
Né en 2164 (ou en 2165), Sarek est le père de Spock et ambassadeur de Vulcain auprès de la Fédération des planètes unies. 
Sa première épouse était une princesse vulcaine avec qui il a eu un fils, Sybok, né en 2224. Il se maria ensuite à une Humaine, Amanda Grayson, la mère de Spock. Après la mort de celle-ci, il s'unit à Perrin, une autre humaine en 2366. 
Les relations entre Sarek et Spock sont glaciales, Sarek n'ayant pas accepté que son fils travaille pour Starfleet et non pour l'Académie scientifique de Vulcain. 
En 2267, il est soigné par le docteur Leonard McCoy pour un problème cardiaque. D'un sang très rare, la transfusion sanguine ne peut être effectuée que par son fils. 
En 2366, il est victime du « syndrome de Bendii », qui altère le contrôle de ses émotions. Pour soulager son mal, il opère une fusion mentale avec le capitaine Jean-Luc Picard pour qu'il conserve son katra, sa mémoire. Deux ans plus tard, Sarek, alors âgé de 202 ans, succombe au syndrome sans être parvenu à se réconcilier avec son fils. Par une nouvelle fusion mentale, Picard transmet le katra de Sarek à Spock.

## Œuvres où le personnage apparaît

### Séries télévisées
- 1967 : Star Trek (Interprété par Mark Lenard) - Saison 2, épisode 10 : Un tour à Babel
- 1973 : Star Trek, la série animée (Doublé par Mark Lenard) (Star Trek: The Animated Series) - Saison 1, épisode 2.
- 1990-1991 : Star Trek : La Nouvelle Génération (Star Trek: The Next Generation, Interprété par Mark Lenard) - Saison 3, épisode 23 : Sarek / Saison 5, épisode 7 : Réunification - 1/2.
- 2017 : Star Trek: Discovery (interprété par James Frain) - Saison 1, épisodes 1, 2, 6, 11, 14 & 15

### Cinéma
- 1984 : Star Trek 3 : À la recherche de Spock (Star Trek III: The Search for Spock) de Leonard Nimoy. Interprété par Mark Lenard
- 1986 : Star Trek 4 : Retour sur Terre (Star Trek IV: The Voyage Home) de Leonard Nimoy. Interprété par Mark Lenard
- 1989 : Star Trek 5 : L'Ultime Frontière (Star Trek V: The Final Frontier) de William Shatner. Interprété par Mark Lenard
- 1991 : Star Trek 6 : Terre inconnue (Star Trek VI : The Undiscovered Country) de Nicholas Meyer. Interprété par Mark Lenard
- 2009 : Star Trek de J. J. Abrams. Interprété par Ben Cross